# Faslli Fakja
Faslli Fakja (né à une date inconnue en Albanie) est un joueur de football albanais qui évoluait au poste d'attaquant.

## Biographie

### Carrière en club
Avec le club du Vllaznia Shkodër, il joue trois matchs en Coupe d'Europe des vainqueurs de coupe, inscrivant un but.

## Palmarès
Vllaznia Shkodër
- Championnat d'Albanie (1) :
  - Champion : 1982-83.
  - Meilleur buteur : 1984-85 (13 buts).

- Coupe d'Albanie (1) :
  - Vainqueur : 1980-81.